# 熱闘!パワフル甲子園
熱闘!パワフル甲子園（ねっとうパワフルこうしえん）は、2010年3月18日にコナミデジタルエンタテインメントから発売されたニンテンドーDS用のゲームソフト。制作は、パワプロプロダクション。プロデューサーは藤岡謙治、ディレクターは神谷啓介。

## 概要
実況パワフルプロ野球（パワプロ）シリーズに搭載されている「栄冠ナイン」が元になっている高校野球を舞台にした野球シミュレーション。プレイヤーは高校野球部の監督となり、全国制覇を目指す。本作では栄冠ナインを基にした「栄冠への道」、春 - 夏の短期間で甲子園優勝を目指す「ひと夏の甲子園」、ひたすら試合をこなし勝ち進む「激闘サバイバル」の3つのモードがメインとなっている。

## モード

### 栄冠への道
『パワプロ』シリーズの「栄冠ナイン」と同じように野球部監督となり、野球部の育成を楽しむモード。所属都道府県、ユニフォーム、学校名なども細かく設定できる。ゲームオーバー、クリアの概念が存在せず半永久的にプレイできるメインモード。手元に提示されたスケジュールカードから一枚を選び、練習を実行、部員を育成していく。育てたチームは保存することができ、通信や激闘サバイバルで使用できる。

#### 来たれ!マネージャー
『栄冠への道』のすごろく形式のミニゲーム。本編に登場するマネージャーを育成できる。プレイヤーキャラクターは高校で野球部のマネージャーをやりたがっている中学3年生。サイコロを振って制限ターン内にゴールを目指す。見事ゴールできればゲームクリア、育成したマネージャーが本編で登場する。

### ひと夏の甲子園
舞台は少子化の影響で隣にある「音鳴高校」（『実況パワフルプロ野球NEXT』で登場している高校と同じ名前）との併合が決まったとある高校の野球部。部員12人(月末になると他の部活から助っ人として転部してくるイベントが発生して最終的に18人になる)も全員が高校三年生、なんとか最後の思い出をと甲子園を目指すためにやってきた監督がプレイヤーキャラクターとなる。基本は「栄冠への道」だが、春～夏と期間に制限があり、甲子園に出場できるとゲームクリアとなる。クリア後はほぼ同様のルールで全国の高校野球部に就任していき、育成していくことになる。

### 激闘サバイバル
試合がメインのゲーム。ほかのモードで育てた野球部またはコンピュータが自動で編成した野球部でひたすら勝ち進むモード。全10章構成。8回または9回からのスタートとなり、シチュエーションもさまざま。ゲームを進めていくことで手に入る「巻物」を使い、自チームの点数を増やした状態でスタート、など有利な状況を作ることもできる。勝つことができると「栄冠への道」で使える栄冠ポイントやアイテムを入手できる。章の最後（と特定の章の最初）には『実況パワフルプロ野球9』、『実況パワフルプロ野球13』のサクセスモード、『実況パワフルプロ野球NEXT』のヒーローモードに登場した高校がボスとして登場する。

### 通信
Wi-Fi通信やワイヤレス通信でほかのプレイヤーとアイテムや育てたマネージャーなどをやり取りができるモード（WiFi通信は2014年5月20日終了）。従来のパワプロプロダクションの作品と違い、本作にはパスワードシステムが搭載されておらず、パワプロシリーズ、パワプロクンポケットシリーズとの互換性は無くなっている。

## 主な登場キャラクター

### 共通キャラクター
監督
プレイヤーキャラクター。帽子のつばで目元が隠れている。
マネージャー
「栄冠への道」で登場、プレイヤーのアシストをする。おさげ、ポニーテール、ロングヘア、おかっぱ、黒一点のメガネの全5パターン。「来たれ!マネージャー」で育成も可能。
真夏
「ひと夏の甲子園」で登場するマネージャー。鉢巻をしている。かなり強引な性格で学校から強化費を捻出したり、合宿のスケジュールを組んだりとしてくれる。「来たれ！マネージャー」ではおたすけキャラクターの天使として登場。天使だが懸賞に応募したりと俗っぽいこともしている。
校長
「ひと夏の甲子園」で登場する校長先生。寒いギャグを放つことが多い。試合に勝つ度に差し入れとしてアイテムを支援してくれる。さらに、全国の野球部に赴任するようになって以降も、どこの学校でも校長として忍び込んで支援してくれる。
佐波
「激闘サバイバル」で登場するキャラクター。ゲームの説明や案内をする坊主頭の少年。「来たれ!マネージャー」ではお邪魔キャラクターの悪魔として登場。自身もプレイヤーキャラクターになりたかった模様。
麦原 麦
「通信」の案内役。麦わら帽子をかぶっている女性。「来たれ!マネージャー」ではカードショップを経営している。

### パワプロシリーズの登場キャラクター
激闘サバイバルのボスとして登場している、パワプロシリーズのキャラ。パワプロシリーズではフルネームは設定されていなかったキャラも、今作ではフルネームが設定されている。

#### 実況パワフルプロ野球9
猪狩 守
猪狩 進
あかつき大付属高校所属。
早川 あおい
恋恋高校所属。
阿畑 やすし
そよ風高校所属。
飯田 太志
満腹高校所属。
有馬 紅葉
湯けむり高校所属。
鋼 毅
大東亜学園所属。
阿久津 赤光
流星高校所属。

#### 実況パワフルプロ野球13
橘 みずき
六道 聖
聖タチバナ学園高校所属。
ゴウ
灰凶高校所属。
田中山 太郎
バス停前高校所属。
松崎 トミオ
大漁水産高校所属。
館西 勉
南ナニワ川高校所属。
雪藤 伸二
雪国高校所属。
清本 和重
西強高校所属。

#### 実況パワフルプロ野球NEXT
黒崎 虎太郎
影虎高校所属。
白銀 龍ノ介
王龍学院高校所属。

#### 混成チーム
外藤 侠二
善斗 薫
極亜久高校所属。外藤はパワプロ5、善斗はパワプロ13から登場。
丘 夕日
南風 太陽
さわやかなみのり高校所属。丘はパワプロ9、南風はパワプロ13から登場。
山口 賢
友沢 亮
猛田 慶次
帝王実業高校所属。山口はパワプロ5、友沢と猛田はパワプロ13から登場。
パワプロくん
矢部 明雄
東條 小次郎
パワプル高校所属。激闘サバイバルのラスボスである。東條はパワプロ13、その以外の2人はパワプロ4以降の登場し続けている（パワプロNEXT除く）。